# Carsten Anker

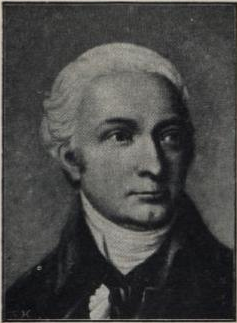
Carsten Anker

Carsten Anker, Carsten Tank Anker, geb. als Ancher, Namensänderung 1778 (* 17. November 1747 in Fredrikshald (heute Halden); † 13. März 1824 im Glaswerk in der Gjøvik Kommune) war ein norwegischer Kaufmann und Politiker.

## Familie
Carsten Anker gehörte zur reichen Holzhändlerfamilie Ancher: Seine Eltern waren der Kaufmann und Besitzer eines Eisenwerkes Erik Ancher (1709–1785) und dessen Frau Anne Cathrine Tank (1723–1761). Der Vater hatte seinen Betrieb zusammen mit dem Halbvetter seiner Frau Mads Værn erst in Fredrikshald. 1749 kauften sie die Moss Eisenwarenfabrik. Hier wuchs Carsten Anker zusammen mit seinem älteren Bruder Peter Anker auf.
Am 2. Juli 1784 heirateten Carsten Anker und Hedevig Conradine Ernestine Christine Wegener (* 7. April 1763; † 14. Dezember 1846), Tochter des Generalleutnants Wilhelm Theodor(us) Wegener (1724–1792) und dessen Frau Christiana Henrietta Dorothea Walter († 1771).

## Leben
In den Jahren 1759 bis 1765 waren die Brüder zusammen mit vier Vettern auf einer langen Auslandsreise. Dabei kamen die ersten Kontakte zu Großbritannien zustande, die später von großer Bedeutung wurden. Nach der Heimkehr stieg er in das Geschäft des Vaters ein. Er genoss bereits früh großes Ansehen und wurde mit 24 Jahren nach Stockholm entsandt, um mit der dortigen Regierung über die Flößerei auf dem gemeinsamen Grenzfluss Klarälven zu verhandeln. Aber da gerade zu dieser Zeit der Staatsstreich Gustavs III. stattfand, argwöhnte der dänische Gesandte, dass hinter der Reise auch politische Motive stehen könnten, und Anker musste ohne Erfolg zurückkehren.
Da die Geschäfte des Vaters schlecht verliefen, entschied sich Anker, den Weg der Beamtenkarriere einzuschlagen. Er wurde Sekretär und 1774 bis 1781 Mitglied des „Generallandøconomi- og Commerce-Kollegiums“ und danach des Bergwerksdirektoriums. Das führte auch bestimmte Titel mit sich: 1776 wurde er Kommerzienrat,  1784 wurde er Konferenzrat, und 1778 wurde er zusammen mit seinem Bruder und drei Vettern unter dem Namen „Anker“ in den dänischen Adelsstand erhoben. 1777 bis 1782 war er Mitglied der Norwegischen Fabrikkommission und 1782 bis 1792 Mitglied in „Det kongelige octroyerede Danske, Norske, Slesvigske og Holstenske forenede Handels og Canal Compagnie“ (Königliche öffentlich lizenzierte Dänische, Norwegische, Schleswigsche und Holsteinische vereinigte Handels- und Kanalkompanie). Unter seinen vielen Zuständigkeitsbereichen in dieser Position befanden sich auch die norwegischen Glasfabriken.
Allmählich wechselte Anker vom Beamten zum Kaufmann. 1792 wurde er Direktor von „Det Kongelige Octroyerede Danske Asiatiske Kompagni“ und verbrachte in dieser Eigenschaft über drei Jahre in London, um mit der East-India-Company zu verhandeln. So kam er mit den führenden Persönlichkeiten der britischen Aristokratie in Verbindung. Gleichzeitig hatte er gute Kontakte zu den leitenden Personen im norwegischen Handelswesen. 1794 kaufte er das große Eidsvoll Hütten-Werk. 1811 verließ er die „Dansk-Asiatisk-Compagni“ und kehrte nach Norwegen zurück.
Sein Einfluss auf die Geschichte Norwegens und auf die norwegische Politik ist auf sein besonderes Verhältnis zu Prinz Christian Friedrich zurückzuführen. Sie wurden gute Freunde. Nach der Scheidung des Prinzen von Charlotte Friederike von Mecklenburg-Schwerin wurde Anker zu dessen wichtigstem Ratgeber. Er bewog den Prinzen, 1813 nach Norwegen zu gehen. Der Prinz wurde Statthalter von Norwegen. Sie trafen sich oft im Hause Ankers in Eidsvoll.
1813 plante Prinz Christian, Anker auf Grund dessen guter Kontakte zur britischen Aristokratie in diplomatischer Mission nach Großbritannien zu entsenden. Diese Reise kam allerdings zunächst nicht zustande.
Am 24. Januar 1814 erfuhr der Prinz erstmals vom Kieler Frieden, der am 14. Januar 1814 geschlossen wurde. Auf seiner daraufhin begonnenen Reise nach Trondheim blieb er drei Tage in Eidsvoll und entwarf eine Proklamation, die er anlässlich seiner Thronbesteigung als gewählter norwegischer König herausgeben wollte. Am 15. Februar kehrte er nach Eidsvoll zurück. Dort kam es zu einer Versammlung der politischen Elite Norwegens, der „Notablenversammlung“, auf der die Einberufung einer Reichsversammlung beschlossen wurde, die Norwegen eine Verfassung geben sollte. Nach dieser Versammlung wurde erneut eine diplomatische Mission Ankers nach Großbritannien ins Auge gefasst. Anker wurde zum Regierungsrat und Leiter des Departements für Industrie und Bergwesen ernannt. In Wirklichkeit nahm er aber die Aufgaben eines Außenministers wahr. Er sollte in Großbritannien für die Unabhängigkeit Norwegens werben. Am 24. März 1814 traf er in London ein. Dort verhandelte er zunächst mit Unterstaatssekretär im Außenministerium Hamilton, dann mit dem britischen Premierminister Lord Liverpool. Dieser lehnte das Unabhängigkeitsstreben Norwegens rundweg ab. Anker blieb trotz dieses Misserfolgs weiter in London, um für sein Anliegen zu werben. Dabei kam er sogar in Schuldhaft für Schulden aus der Zeit, in der er an der Spitze der Ostasiatischen Kompagnie gestanden hatte. Ihm gelang es immerhin, dass das norwegische Unabhängigkeitsstreben auf die Tagesordnung des Parlaments kam, am 10. Mai im Oberhaus, zwei Tage später im Unterhaus. Obgleich sowohl im Oberhaus als auch im Unterhaus vehement für die Sache Norwegens gesprochen wurde, fühlte sich die Regierung an die Vereinbarung mit Schweden gebunden, schon wegen der Unterstützung Schwedens in den napoleonischen Kriegen. Anfang Juli kamen Fürst Hardenberg von Preußen und Fürst Metternich von Österreich nach London. Auch die Verhandlungen mit diesen endeten mit einer Ablehnung der norwegischen Pläne.
In Eidsvoll eröffnete der Prinz im Hause Ankers am 10. April 1814 die Reichsversammlung, die Norwegen zum unabhängigen Staat erklärte. Die Unabhängigkeit dauerte aber nicht lange, und auf Druck der Großmächte wurde der schwedische König Karl XIII. zum norwegischen König Karl II. gewählt. Anker sah sich außerstande, dem schwedischen König den Treueid zu leisten und fasste den Plan, sich vom dänischen König zum Amtmann in Larvik, das ihm auch nach dem Kieler Frieden noch gehörte, ernennen zu lassen und die dänische Staatsbürgerschaft zu erwerben, was aber nicht realisiert wurde. 1816 sollte er auch Gesandter in Lissabon werden, trat aber dieses Amt nie an.
Nach dem Tode Karls II. wurde 1818 Karl Johann als norwegischer König Karl III. König. Er war gegenüber den früheren Gegnern großzügig. Anker erhielt seinen Abschied mit einer hohen Pension, Orden und dem Angebot, Minister zu werden. Er versöhnte sich mit der neuen Regierung, aber ein öffentliches Amt wollte er nicht mehr bekleiden, ausgenommen die Leitung der staatlichen Glasfabriken, die seit alters her in seinen Händen gelegen hatte. Sein privates Eigentum, das er 1815 verpfändet hatte, musste er am Ende verkaufen, weil die Geschäfte immer weiter zurückgingen. Das Eidsvoll Glaswerk wurde ein Jahr nach seinem Tod dem Pfandgläubiger verkauft. Das Hauptgebäude, in dem die Reichsversammlung stattgefunden hatte, kauften 1837 mit dem umliegenden Park Privatleute und wurde 1851 dem Staat übertragen. Es bildet heute den Kern des Erinnerungszentrums „Eidsvoll 1814“.
Anker starb auf einer Inspektionsreise zum Glaswerk in Biri und wurde zunächst auf dem dortigen Friedhof begraben. Später wurde er in ein Grab im Park von Eidsvoll verk umgebettet.